# 壶瓶山鮡
壶瓶山鮡(学名：Pareuchiloglanis hupingshanensis)是鮡科鮡属鱼类，2016年在中国湖南省石门县壶瓶山发现。一般生活在水流清澈和多岩石的山溪河流上游。